# HP 9100A
HP 9100A er en computer fra Hewlett-Packard, der omkring 1969 kostede $4900.
Den blev lanceret som "The new Hewlett-Packard 9100A personal computer".
HP 9100A var meget dyr, fyldte meget og var svær at programmere. Den skulle være regnestokkens afløser, men blev overhalet af Texas Instruments der kom med TI SR-50 og SR-51 og Hewlett-Packard kom med HP-35. Det var de første egentlige matematiske lommeregnere. 